# Mark Diemers
Mark Diemers (* 11. Oktober 1993 in Leeuwarden, Niederlande) ist ein niederländischer Fußballspieler.

## Karriere
Mark Diemers hatte mit dem Fußballspielen bei LAC Frisia begonnen, bevor er in die gemeinschaftliche Nachwuchsakademie von SC Cambuur und des FC Groningen (Voetbalacademie FC Groningen/Cambuur) wechselte. Im Juli 2012 unterschrieb er einen Vierjahresvertrag beim FC Utrecht, wurde aber für das erste Jahr an den SC Cambuur verliehen. Am 12. August 2012 lief er beim 2:1-Auswärtssieg gegen den FC Volendam erstmals im Profifußball auf. Zum Ende der Saison stieg Diemers mit dem SC Cambuur als Zweitligameister in die Eredivisie auf.
Sein erstes Spiel für den FC Utrecht absolvierte er am 11. August 2013 beim 0:2 am ersten Spieltag beim FC Groningen. Während der Saison 2013/14 absolvierte er 14 Partien, in denen er ohne Torerfolg blieb. Dabei beendeten die Utrechter die Saison als Tabellenzehnter. Am 20. Dezember 2014 schoss er beim 3:0-Auswärtssieg gegen AZ Alkmaar am 17. Spieltag sein erstes Tor. Dabei beendete der FC Utrecht die Saison 2014/15, in der Mark Diemers zu 21 Einsätzen und zwei Toren kam, auf dem elften Platz. Im Januar 2016 verliehen die Utrechter ihn an BV De Graafschap. Zum Ende der Saison 2015/16 stieg der Verein aus der Eredivisie ab; Diemers blieb bei BV De Graafschap und wurde fest verpflichtet. Wurde im ersten Jahr nach dem Abstieg der direkte Wiederaufstieg verfehlt, gelang ihnen eine Saison später die Rückkehr in die Eredivisie. Sein Vertrag lief bis zum 30. Juni 2018.
Zur Saison 2018/19 unterschrieb beim ebenfalls in die Eredivisie aufgestiegenen Fortuna Sittard einen Dreijahresvertrag. Hier kam er in seiner ersten Saison in allen 34 Ligaspielen zum Einsatz und trug mit sieben Toren zum Klassenerhalt als Tabellen-15. bei.
Zur Saison 2020/21 wechselte er zum Ligakonkurrenten Feyenoord Rotterdam und unterschrieb dort einen Vertrag bis Sommer 2023. Nachdem er seine erste Saison dort größtenteils als Stammspieler bestritten hatte, kam er in der folgenden Saison 2021/22 verletzungsbedingt nur noch in zwei Ligaspielen zum Einsatz. Anfang Januar 2022 wurde Diemers daraufhin bis zum Ende der laufenden Saison an den deutschen Zweitligisten Hannover 96 ausgeliehen. Nach Ablauf der Leihe kehrte er im Sommer 2022 zunächst zu Feyenoord zurück und wechselte im August für die Saison 2022/23 auf Leihbasis zum Ligakonkurrenten FC Emmen.

## Erfolge
- Aufstieg in die Eredivisie: 2013 (als Zweitligameister mit dem SC Cambuur), 2018 (mit BV De Graafschap)